# Regenboogcoalitie
Een regenboogcoalitie is een regeringscoalitie die bestaat uit meerdere politieke partijen met uiteenlopende ideologieën en achtergronden. Deze partijen werken samen op basis van gedeelde doelen of consensus, ondanks hun verschillen. De term regenboog verwijst naar de verschillende kleuren die symbool staan voor de betrokken politieke partijen. Regenboogcoalities brengen partijen van zowel de linker- als rechterzijde van het politieke spectrum samen, wat leidt tot een brede, soms ongebruikelijke, samenwerking vanuit het politieke midden. 

## Nederland
In Nederland zijn regenboogcoalities relatief gebruikelijk vanwege de hoge mate van politieke fragmentatie. Hierdoor is de definitie van een regenboogcoalitie enigszins verschoven. Het verwijst niet alleen naar de brede samenwerking tussen partijen van verschillende ideologische achtergronden, maar ook naar coalities tussen partijen die doorgaans niet met elkaar samenwerken, zoals de linkse Socialistische Partij (SP) en de rechtse Volkspartij voor Vrijheid en Democratie (VVD).
Op landelijk niveau komen dergelijke coalities zelden voor, voornamelijk vanwege fundamentele ideologische verschillen tussen de partijen. Dergelijke coalities worden echter soms wel op lagere bestuursniveaus gevormd. Een belangrijke reden voor het vormen van een regenboogcoalitie kan zijn dat er een cordon sanitaire rond één of meerdere (grote) partijen is ingesteld, wat het vormen van andere coalities moeilijk of onmogelijk maakt.

## Zweden
In Zweden komt een regenboogcoalitie op nationaal niveau niet voor, voornamelijk door de traditie van blokpolitiek waarbij partijen zich meestal groeperen in een linkse of rechtse blok. Een coalitie die zowel linkse als rechtse partijen omvat, heeft zich dus nog niet voorgedaan in de Zweedse landelijke politiek. Op gemeentelijk niveau hebben er echter wel samenwerkingen plaatsgevonden tussen bijvoorbeeld de Sociaaldemocratische Arbeiderspartij en conservatieve of liberale partijen.